# 北條元子
北條 元子（ほうじょう もとこ、1948年1月1日 - ）は、日本の翻訳家。

## 略歴
作家・北條誠の娘として東京に生まれる。聖心女子大学英文科卒業。
結婚して本姓は法華津（夫は、馬術選手の法華津寛）。父の縁で川端康成にかわいがられた。
38歳から英米の娯楽小説などの翻訳を始めた。

## 翻訳
- 『ちょっと、おとなに』（P・ハーミース、金の星社、文学の扉） 1986.12
- 『摩天楼はバラ色に』（マーティン・オーウェンス、近代映画社、スクリーン文庫） 1987.5
- 『アメリカ物語』（エミリー・P・キングズリー、近代映画社、スクリーンカラー文庫） 1987.6 - スピルバーグ初のアニメ映画
- 『法廷の銃声』（リチャード・スペイト、新潮文庫） 1988.4
- 『ジミー』（ウィリアム・リチャート、近代映画社、スクリーン文庫） 1988.1
- 『熱き愛に時は流れて』（フランク・デフォード、近代映画社、スクリーン文庫） 1989.3
- 『運転免許証』（A・L・シンガー、近代映画社、スクリーン文庫） 1989.5
- 『正義と愛の御国を ソレンチナーメの農民による福音書2』（E・カルデナル、新教出版社） 1989.10
- 『いとしのケーリー・グラント 最後の愛人があかす衝撃の告白』（モーリーン・ドナルドソン, ウィリアム・ロイス、近代映画社） 1990.3
- 『静かなスパイ』（D・オズボーン、講談社文庫） 1990.5
- 『ハバナ』（ポール・モネット、扶桑社ミステリー） 1991.2
- 『ララバイ・アンド・グッドナイト』（ヴィンセント・T・バグリオーシ, ウィリアム・ステイディエム、新潮文庫） 1991.8
- 『ドク・ハリウッド』（ニール・シュルマン、扶桑社ミステリー)  1991.9
- 『華やかな罠』（ジョアン・ロス、ハーレクイン・サスペンス・ロマンス） 1991.10
- 『物的証拠』（トーマス・ノグチ, アーサー・ライアンズ、扶桑社ミステリー） 1991.11
- 『白い鴉』（B・ライアン、講談社文庫） 1991.3
- 『ファントム』（スーザン・ケイ、扶桑社） 1992.7
- 『ランブリング・ローズ』（カルダー・ウィリンガム、扶桑社ミステリー） 1992.10
- 『ゲームの行方』（エリザベス・ゲイジ、扶桑社ミステリー） 1993.3
- 『魅せられて四月』（エリザベス・フォン・アーニム、扶桑社ミステリー） 1993.6
- 『パンドラの箱』（エリザベス・ゲイジ、扶桑社ミステリー） 1993.11
- 『幸福の選択』（ダニエル・スティール、扶桑社エンターテイメント） 1994.8
- 『ファントム』（スーザン・ケイ、扶桑社ミステリー） 1994.9
- 『殺意のフェイド・アウト』（ヘレン・ヘイズ, トマス・チャステイン、新潮文庫） 1994.10
- 『タブー』（エリザベス・ゲイジ、扶桑社エンターテイメント） 1995.3
- 『過ちなき裁き』（ウィリアム・バーンハート、ティビーエス・ブリタニカ） 1995.3
- 『愛の深淵』（エリザベス・ゲイジ、扶桑社ロマンス） 1996.5
- 『ロメオ』（エリーズ・タイトル、扶桑社ミステリー） 1997.4
- 『新たなる旅立ち』（バーバラ・T・ブラッドフォード、扶桑社ロマンス） 1997.7
- 『幸せのルール』（バーバラ・T・ブラッドフォード、扶桑社ロマンス） 1998.5
- 『アフロディーテの誘惑』（エリーズ・タイトル、扶桑社ミステリー） 2000.5
- 『ベルギー人のまっかなホント』（アントニー・メイソン、マクミランランゲージハウス） 2000.3
- 『スイス人のまっかなホント』（ポール・ビルトン、マクミランランゲージハウス） 2000.1
- 『ヴェネツィア殺人事件』（ダナ・レオン、講談社文庫） 2003.3
- 『ヴェネツィア刑事はランチに帰宅する』（ダナ・レオン、講談社文庫） 2005.4

## 参考
- 文藝年鑑 2007
- 「95歳で旅立った、川端康成の妻・秀子さん追悼」（川端香男里, 北條元子、『婦人公論』 2002-10-22）